# Tauro Fútbol Club
Il Tauro Fútbol Club è una società calcistica con sede a Panama, capitale di Panama.
Fondato nel 1984, il club milita nella massima serie calcistica panamense.

## Storia
La squadra è stata fondata dall'industriale italiano Giancarlo Gronchi.
Prima della creazione di ANAPROF nel 1988, Tauro ha partecipato alla ADECOPA e nella Liga Distritorial de Chepo (Chepo League).
Tauro è stato anche uno dei team fondatori di ANAPROF nel 1987.

## 2014
| N. |                     | Ruolo | Calciatore         |
| -- | ------------------- | ----- | ------------------ |
| 1  | Panama (bandiera)   | P     | Kevin Melgar       |
| 99 | Panama (bandiera)   | P     | Eric Hughes        |
| 2  | Colombia (bandiera) | D     | Reinel Herrera     |
| 3  | Panama (bandiera)   | D     | Luis Moreno        |
| 4  | Panama (bandiera)   | C     | Manuel Vargas      |
| 5  | Panama (bandiera)   | C     | Alejandro Vélez    |
| 6  | Panama (bandiera)   | C     | Juan de Dios Pérez |
| 7  | Panama (bandiera)   | A     | José Garcés        |
| 8  | Colombia (bandiera) | C     | Christian López    |
| 10 | Panama (bandiera)   | C     | Miguel Castillo    |
| 11 | Colombia (bandiera) | C     | Luis F. Escobar    |
| 13 | Panama (bandiera)   | A     | Kenneth Chase      |
| 16 | Panama (bandiera)   | A     | Jair Rentería      |

| N. |                   | Ruolo | Calciatore          |
| -- | ----------------- | ----- | ------------------- |
| 17 | Panama (bandiera) | D     | Nahíl Carroll       |
| 21 | Panama (bandiera) | A     | Alcides de los Ríos |
| 23 | Panama (bandiera) | C     | Jean Mclean         |
| 24 | Panama (bandiera) | D     | Fernando Mena       |
| 25 | Panama (bandiera) | D     | Jan Carlos Vargas   |
| 26 | Panama (bandiera) | D     | Felix Gondola       |
| 28 | Panama (bandiera) | C     | Israel Sanjur       |
| 29 | Panama (bandiera) | C     | Hecgar Murillo      |
| 30 | Panama (bandiera) | A     | Bernardo Palma      |
| 46 | Panama (bandiera) | A     | Ruben Barrow        |
| 57 | Panama (bandiera) | C     | Ervin Zorrilla      |
|    | Panama (bandiera) | C     | Vidal Gonzalez      |

## Palmarès

### Competizioni nazionali
- Campionato panamense di calcio: 17

1989, 1991, 1996-1997, 1997-1998, 1999-2000, Apertura 2003, Clausura 2003, Clausura 2006, Apertura 2007, Apertura 2010, Clausura 2012, Apertura 2013, Clausura 2017, Apertura 2018, Apertura 2019, Clausura 2021, Apertura 2024

### Altri piazzamenti
- Campionato panamense di calcio:

Secondo posto: 1990, 1994-1995, 1998-1999, 2000-2001, 2002 (C), 2008 (A), 2008 (C), 2009 (A) II, 2018 (C), 2023 (A), 2023 (C)
- CONCACAF League:

Semifinalista: 2018